# Austrian Football League 1985-1986
La Austrian Football League 1984 è stata la 2ª edizione del campionato austriaco di football americano di primo livello, organizzato dalla AFBÖ.
I dati noti sono molto incompleti.

## Squadre partecipanti
| Club             | Città                    | Stadio | Sponsor ufficiale | Risultato nella stagione |
| ---------------- | ------------------------ | ------ | ----------------- | ------------------------ |
| Graz Giants      | Graz                     |        |                   |                          |
| Hallein Diggers  | Hallein                  |        |                   |                          |
| Innsbruck Eagles | Innsbruck                |        |                   |                          |
| Klagenfurt Jets  | Klagenfurt am Wörthersee |        |                   |                          |
| Linz Rhinos      | Linz                     |        |                   |                          |
| Montfort Hawks   | Feldkirch                |        |                   |                          |
| Salzburg Lions   | Salisburgo               |        |                   |                          |
| Styrian Panthers | Graz                     |        |                   |                          |
| Vienna Ramblocks | Vienna                   |        |                   |                          |
| Vienna Vikings   | Vienna                   |        |                   |                          |

## Stagione regolare

### Incontri
| Vienna 14 settembre 1985 | Vienna Ramblocks | 20 – 18 | Vienna Vikings | Schmelz Sportzentrum |

| Vienna 29 settembre 1985 | Vienna Vikings | 34 – 26 | Graz Giants |  |

| Klagenfurt am Wörthersee 12 ottobre 1985 | Klagenfurt Jets | 12 – 62 | Vienna Vikings |  |

| Vienna 2 novembre 1985 | Vienna Vikings | 82 – 6 | Styrian Panthers |  |

| Vienna 13 aprile 1986 | Vienna Vikings | 38 – 10 | Vienna Ramblocks |  |

| Graz 26 aprile 1986 | Graz Giants | 18 – 30 | Vienna Vikings |  |

| Vienna 11 maggio 1986 | Vienna Vikings | 86 – 0 | Klagenfurt Jets |  |

| 1985-1986 | Styrian Panthers | ? – ? | Vienna Vikings |  |

| 1985-1986 | Hallein Diggers | ? – ? | Innsbruck Eagles |  |

| 1985-1986 | Hallein Diggers | ? – ? | Montfort Hawks |  |

| 1985-1986 | Hallein Diggers | ? – ? | Salzburg Lions |  |

| 1985-1986 | Hallein Diggers | ? – ? | Linz Rhinos |  |

| 1985-1986 | Innsbruck Eagles | ? – ? | Hallein Diggers |  |

| 1985-1986 | Montfort Hawks | ? – ? | Hallein Diggers |  |

| 1985-1986 | Salzburg Lions | ? – ? | Hallein Diggers |  |

| 1985-1986 | Linz Rhinos | ? – ? | Hallein Diggers |  |

| 1985-1986 | Innsbruck Eagles | ? – ? | Montfort Hawks |  |

| 1985-1986 | Innsbruck Eagles | ? – ? | Salzburg Lions |  |

| 1985-1986 | Innsbruck Eagles | ? – ? | Linz Rhinos |  |

| 1985-1986 | Montfort Hawks | ? – ? | Innsbruck Eagles |  |

| 1985-1986 | Salzburg Lions | ? – ? | Innsbruck Eagles |  |

| 1985-1986 | Linz Rhinos | ? – ? | Innsbruck Eagles |  |

| 1985-1986 | Graz Giants | v – p | Klagenfurt Jets |  |

| 1985-1986 | Graz Giants | v – p | Styrian Panthers |  |

| 1985-1986 | Graz Giants | v – p | Vienna Ramblocks |  |

| 1985-1986 | Klagenfurt Jets | p – v | Graz Giants |  |

| 1985-1986 | Styrian Panthers | p – v | Graz Giants |  |

| 1985-1986 | Vienna Ramblocks | p – v | Graz Giants |  |

| 1985-1986 | Klagenfurt Jets | ? – ? | Styrian Panthers |  |

| 1985-1986 | Klagenfurt Jets | ? – ? | Vienna Ramblocks |  |

| 1985-1986 | Styrian Panthers | ? – ? | Klagenfurt Jets |  |

| 1985-1986 | Vienna Ramblocks | ? – ? | Klagenfurt Jets |  |

| 1985-1986 | Montfort Hawks | ? – ? | Salzburg Lions |  |

| 1985-1986 | Montfort Hawks | ? – ? | Linz Rhinos |  |

| 1985-1986 | Salzburg Lions | ? – ? | Montfort Hawks |  |

| 1985-1986 | Linz Rhinos | ? – ? | Montfort Hawks |  |

| 1985-1986 | Salzburg Lions | ? – ? | Linz Rhinos |  |

| Linz 1985-1986 | Linz Rhinos | 22 – 6 | Salzburg Lions |  |

| 1985-1986 | Styrian Panthers | ? – ? | Vienna Ramblocks |  |

| 1985-1986 | Vienna Ramblocks | ? – ? | Styrian Panthers |  |

### Classifiche
Le classifiche della regular season sono le seguenti:
- PCT = percentuale di vittorie, G = partite giocate, V = partite vinte,  P = partite perse, PF = punti fatti, PS = punti subiti

#### Ost
| Pos. | Squadra          | PCT  | G | V   | N   | P   | PF    | PS   |
| ---- | ---------------- | ---- | - | --- | --- | --- | ----- | ---- |
| 1    | Graz Giants      | .750 | 8 | 6   | 0   | 2   | 260   | 130  |
| 2    | Vienna Vikings   | ?    | 8 | 6+? | 0+? | 1+? | 350+? | 92+? |
| 3    | Klagenfurt Jets  | ?    | 8 | ?   | ?   | ?   | ?     | ?    |
| 4    | Styrian Panthers | ?    | 8 | ?   | ?   | ?   | ?     | ?    |
| 5    | Vienna Ramblocks | ?    | 8 | ?   | ?   | ?   | ?     | ?    |

#### West
| Pos. | Squadra          | PCT | G | V | N | P | PF | PS |
| ---- | ---------------- | --- | - | - | - | - | -- | -- |
| 1    | Linz Rhinos      | ?   | 8 | ? | ? | ? | ?  | ?  |
| 2    | Montfort Hawks   | ?   | 8 | ? | ? | ? | ?  | ?  |
| 3    | Hallein Diggers  | ?   | 8 | ? | ? | ? | ?  | ?  |
| 4    | Innsbruck Eagles | ?   | 8 | ? | ? | ? | ?  | ?  |
| 5    | Salzburg Lions   | ?   | 8 | ? | ? | ? | ?  | ?  |

## Playoff

### Tabellone
|  | Semifinali | Semifinali     | Semifinali |                |    | Austrian Bowl II | Austrian Bowl II | Austrian Bowl II |  |
|  |            |                |            |                |    |                  |                  |                  |  |
|  | 1O         | Graz Giants    | 16         |                |    |                  |                  |                  |  |
|  | 1O         | Graz Giants    | 16         |                |    |                  |                  |                  |  |
|  | 2W         | Montfort Hawks | 2          |                |    |                  |                  |                  |  |
|  | 2W         | Montfort Hawks | 2          |                | 1O | Graz Giants      | 31               |                  |  |
|  |            |                |            |                | 1O | Graz Giants      | 31               |                  |  |
|  |            |                | 2O         | Vienna Vikings | 12 |                  |                  |                  |  |
|  | 2O         | Vienna Vikings | 2O         | Vienna Vikings | 12 | 16               |                  |                  |  |
|  | 2O         | Vienna Vikings |            |                |    |                  |                  |                  |  |
|  | 1W         | Linz Rhinos    | 13         |                |    |                  |                  |                  |  |

### Semifinali
| Vienna 14 giugno 1986 | Vienna Vikings | 16 – 13 | Linz Rhinos |  |

| 1986 | Graz Giants | 16 – 2 | Montfort Hawks |  |

### Austrian Bowl II
| Salisburgo 28 giugno 1986 | Graz Giants | 31 – 12 | Vienna Vikings | ASV-Platz Itzling |

## Verdetti
- Graz Giants Campioni dell'Austria 1985-86